# Gent poc corrent
Gent poc corrent (títol original: Fierce People) és una pel·lícula estatunidenco-canadenca dirigida per Griffin Dunne i estrenada l'any 2005. Ha estat doblada al català.

## Argument
Liz Earl (Diane Lane) decideix abandonar Nova York per instal·lar-se a Amèrica del Sud amb l'antropòleg Fox Blanchard (Dirk Wittenborn), el pare del seu fill Finn, de 16 anys (Anton Yelchin), que hi estudia els Ianomami. Però tot no anirà com estava previst.Finn és detingut mentre compra cocaïna per a la seva mare Liz, que és toxicòmana. En un intent de redreçar tant la seva vida com la del seu fill, Liz es trasllada amb ell a la casa de camp del seu ric protector i amant, el senyor Osborne. Finn s'adapta immediatament a l'ambient dels adinerats socis del club de camp, comença a sortir amb Maya i es fa amic del seu germà Bryce, tots dos nets de Osborne. Liz, decidida a esmenar els seus errors, comença a assistir a reunions d'Alcohòlics Anònims i es converteix en una mare afectuosa que s'esforça per recuperar l'amor i la confiança del seu fill. Desgraciadament, Finn aprendrà molt ràpid que la riquesa i les seves noves amistats tenen un premi...

## Repartiment
- Anton Yelchin: Finn Earl
- Diane Lane: Liz Earl
- Kristen Stewart: Maya
- Chris Evans: Bryce
- Donald Sutherland: Ogden C. Osborne
- Paz de la Huerta: Jilly
- Blu Mankuma: Gates
- Elizabeth Perkins: Sra. Langley
- Christopher Shyer: Dr. Leffler
- Garry Chalk: McCallum
- Ryan McDonald: Ian
- Dexter Bell: Marcus Gates
- Kaleigh Dey: Paige
- Aaron Brooks: Giacomo
- Dirk Wittenborn: Fox Blanchard, el pare de Finn

## Producció
- Algunes parts d'aquesta pel·lícula van ser filmades a la Columbia Britànica, Canadà, en el Castell de Hatley[3]

## Rebuda
- La pel·lícula va obtenir crítiques mixtes.[4] Va tenir una estrena limitada i va recaptar 85.410 dòlars en la taquilla dels EUA.[5]